# Cantuaria maxima
Cantuaria maxima là một loài nhện trong họ Idiopidae.
Loài này thuộc chi Cantuaria. Cantuaria maxima được Raymond Robert Forster miêu tả năm 1968.